# Dynaspidiotus apacheca
Dynaspidiotus apacheca är en insektsart som först beskrevs av Ferris 1941.  Dynaspidiotus apacheca ingår i släktet Dynaspidiotus och familjen pansarsköldlöss. Inga underarter finns listade i Catalogue of Life.